# Station Tambaguchi
Station Tambaguchi  (丹波口駅,  Tambaguchi-eki) is een spoorwegstation in de wijk Shimogyo-ku in de Japanse stad  Kyoto. Het wordt aangedaan door de Sagano-lijn. Het station heeft twee sporen, gelegen aan een enkel eilandperron.

## Treindienst

### JR West
| 1 | ■ Sagano-lijn | richting Kioto                   |
| 2 | ■ Sagano-lijn | richting Nijō, Kameoka en Sonobe |

## Geschiedenis
Het station werd in 1897 geopend.

## Overig openbaar vervoer
Bussen 32, 43, 73, 75 en 80

## Stationsomgeving
- Centrale groothandelsmarkt van Kioto
- Kyoto Research Park
- Shimabara (voormalig Geisha-district)
- Shimabara-ziekenhuis
- Kioto Kaisei-ziekenhuis
- Super Matsumoto (supermarkt)
- Uniqlo (kledingwinkel)
- Daily Yamazaki
- 7-Eleven

Kioto · Tambaguchi · Nijō · Emmachi · Hanazono · Uzumasa · Saga-Arashiyama · Hozukyō · Umahori · Kameoka · Namikawa · Chiyokawa · Yagi · Yoshitomi · Sonobe (>>San'in-lijn)